# المدرسة الدولية البنجلاديشية القسم الإنجليزي الرياض
المدرسة الدولية البنجلاديشية القسم الإنجليزي الرياض (BISES, Riyadh) هي مدرسة تقع في مدينة الرياض, المملكة العربية السعودية. أنشأت المدرسة في عام 1990.